# Leptogium burgessii
Leptogium burgessii är en lavart som först beskrevs av L., och fick sitt nu gällande namn av Jean François Montagne. Leptogium burgessii ingår i släktet Leptogium och familjen Collemataceae.   Inga underarter finns listade i Catalogue of Life.